# Ola Salo
Rolf Ola Salo Svensson,  ursprungligen Rolf Ola Anders Svensson, född 19 februari 1977 i Grytnäs församling, Avesta kommun, är en svensk artist, låtskrivare och tonsättare. Han var sångare och frontfigur i bandet The Ark och är verksam som soloartist och musikalartist. 

## Biografi
Ola Salo föddes i Avesta i Dalarna 1977 som son till kyrkoherden i Söraby Lars Svensson och sjuksköterskan Birgitta Svensson, född Skarin. Han växte sedan upp med fyra syskon i Rottne i Småland, dit de flyttade när han var två år. Familjen var musikalisk och Ola Salo var bara fyra år när han skrev sin första egna låt Raggarbilar. I gymnasiet gick han humanistisk inriktning med tillvalet musik på Katedralskolan i Växjö. Efter studenten flyttade han till Lund för att studera idéhistoria vid Lunds universitet. Han bosatte sig sedan i Malmö.
1996 antog han artistnamnet Ola Salo, som är ett palindrom av "Ola S". Senare har han antagit namnet Salo även i folkbokföringen som ett andranamn.
År 2024 utnämndes han till filosofie hedersdoktor vid Linnéuniversitetet i Växjö.

### Privatliv
Ola Salo är vegetarian.  Han är bisexuell. Sedan 2009 är Ola Salo gift med Anneli Pekula. Paret har två döttrar. Han är bror till Jakob Skarin.

### The Ark
Sommaren 1991 bildade Ola Salo bandet The Ark tillsammans med vännerna Lars "Leari" Ljungberg, Mikael Jepson och Magnus Olsson. Bandet fick sitt stora genombrott år 2000 med låten It Takes a Fool to Remain Sane. Mellan 2000 och 2010 släppte The Ark fem album och ett stort antal hitsinglar med Salo som huvudsaklig låtskrivare. 2007 vann The Ark Melodifestivalen med The Worrying Kind och representerade Sverige i Eurovision Song Contest. The Ark lade ner 2011 och återförenades för en sommarturné 2022.

### Solo
I maj 2014 debuterade Salo som soloartist med singeln I Got You, som gjordes tillsammans med Kleerup åt Stockholm Pride. 
I januari 2015 framfördes Go On Go On i Idrottsgalan i SVT som premiärsingel från Salos första soloalbum. Albumet Wilderness släpptes i maj samma år och följdes av hans första turné som soloartist.
Salo uppträdde på Taubespelen två år i rad 2016 och 2017 där han sjöng Evert Taube-tolkningar.
Hösten 2017 medverkade Salo som gästartist i Queen-showen Champions of Rock.
2019 och 2020 gjorde Salo krogshowen "It Takes a Fool to Remain Sane" som startade på Rondo i Göteborg och fortsatte på Malmö Arena och Hamburger Börs i Stockholm. Krogshowen bestod av The Ark-låtar framförda av Salo tillsammans med coverband och dansare. Mellan låtarna berättade Salo anekdoter från tiden med The Ark och från sitt eget liv. Showen gjordes i över 100 föreställningar.
Salo har gjort konserter med Augustifamiljen och deltagit i Diggiloos sommarturné. Han har också sedan 2020 gjort dinnershows tillsammans med Christopher "Dompan" Dominique.

### Musikteater
Från 1997 till 1999 arbetade Ola Salo som musikalartist på Malmö Stadsteater, först i Kristina från Duvemåla (som inhoppare för Peter Jöback) och sedan i Spelman på taket. 
2008–2009 spelade Salo titelrollen i Jesus Christ Superstar vid Malmö Opera och Musikteater och stod även för en nyöversättning av librettot. 2012–2013 repriserade Salo rollen i en ny uppsättning på Göta Lejon i Stockholm, och under en Sverigeturné 2014.
I maj och oktober 2016 spelade Salo titelrollen i Hedwig and the Angry Inch på Göta Lejon i Stockholm. I mars 2017 gästade föreställningen Slagthuset i Malmö och Lorensbergsteatern i Göteborg.
Våren 2022 spelade Salo rollen som Judas i en ny uppsättning av Jesus Christ Superstar tillsammans med Peter Jöback i rollen som Jesus. Föreställningen turnerade i Stockholm, Göteborg, Malmö och ett flertal andra svenska städer samt Helsingfors.
2024–2025 spelar Salo rollen som Willy Wonka i Sverigepremiären av Charlie och chokladfabriken på Göteborgsoperan.

### Kompositör
I samband med firandet av Carl von Linnés trehundraårsdag uppfördes Salos symfoniska verk Linnaeus Rex (Kung Linné) i Växjö konserthus 28 januari 2007. Senare samma år spelades verket i Uppsala Konserthus.
Den 2 november 2013 uppfördes Salos rockopera Kult i Sveriges Radio. Rockoperan var ett beställningsverk för SR.
I Melodifestivalen 2017 deltog Salo tillsammans med Peter Kvint som låtskrivare med låten Hearts Align som framfördes av bandet Dismissed.

### Radio och TV
Salo har varit värd för Sommar i Sveriges Radio P1 vid två tillfällen, den 16 juli 2003 och den 26 juli 2009. Han medverkade hösten 2013 i Sommarpratarna i SVT.
2011 gästade Salo Tack för musiken i SVT. I början av 2012 medverkade Salo som en av artistcoacherna i TV4-programmet The Voice Sverige.
2014 var Salo en av deltagarna i den femte säsongen av Så mycket bättre i TV4.
I Melodifestivalen 2016 var Salo programledare för Andra chansen tillsammans med Gina Dirawi och Peter Jöback.
Våren 2018 var Ola Salo en av deltagarna i den första säsongen av Stjärnornas stjärna på TV4, där han kom på  andra plats.

## Priser och utmärkelser
- 2008 – Edvardpriset
- 2009 – Wallquistpriset
- 2009 – Tidskriften OPERA:s Musikalpris[35]
- 2010 – Lunds Studentsångförenings solistpris för ... ett oberäkneligt artisteri som skapar nya konstnärliga uttryck genom att spränga gränserna mellan nytt och gammalt[36]
- 2025 – Hedersdoktor vid Linnéuniversitetet [37]

## Diskografi (Solo)

### Soloalbum
- 2015 – Wilderness
- 2015 - Snodda sånger till Salo (Så mycket bättre-samling)

## Singlar (Solo)
- 2014 – I Got You (feat. Kleerup)
- 2015 – Go On Go On
- 2015 –  How I Kill
- 2015 – Be the First to Like Me
- 2016 – Sing Me Out (med Peter Jöback)
- 2017 – I Call Your Name
- 2018 – Emmylou (First Aid Kit-cover)
- 2019 – Död amazon (Hjalmar Gullberg-tonsättning)

## Teater

### Roller (ej komplett)
| År        | Roll    | Produktion                                                        | Regi            | Teater      |
| --------- | ------- | ----------------------------------------------------------------- | --------------- | ----------- |
| 1997      | Perchik | Spelman på taket Joseph Stein, Jerry Bock och Sheldon Harnick     | Lars Rudolfsson | Malmö Opera |
| 2008–2009 | Jesus   | jesus christ superstar                                            |                 | Malmö opera |
| 2016      | Hedwig  | Hedwig and the Angry Inch John Cameron Mitchell och Stephen Trask | Hugo Hansén     | Göta Lejon  |
| 2022      | Judas   | Jesus Christ Superstar Andrew Lloyd Webber och Tim Rice           | Fredrik Rydman  | Turné       |